# 中華民國114年第2次全國羽球排名賽
中華民國114年第2次全國羽球排名賽，官方名稱為2025年第二次全國羽球排名賽，是中華民國羽球協會於2025年舉辦的第二次中華民國全國羽球排名賽，是臺灣級別最高的羽球個人賽事。本次賽事於2025年8月11日至8月19日在臺北市松山區的臺北體育館舉行，總獎金為新台幣35萬3千4百元。上屆及本屆賽事成績、世界排名為2026年亞洲運動會羽球代表隊培訓遴選依據。

## 甲組優勝者
| 項目             | 第一名 | 第二名 | 第三名 | 第四名 |
| ---------------- | ------ | ------ | ------ | ------ |
| 男子單打（詳細） |        |        |        |        |
| 女子單打（詳細） |        |        |        |        |
| 男子雙打（詳細） |        |        |        |        |
| 女子雙打（詳細） |        |        |        |        |
| 混合雙打（詳細） |        |        |        |        |

## 甲組賽事結果

### 男子單打
種子選手
| 1   | 王子維（合庫北市大）   |
| 2   | 戚又仁（中租企業）     |
| 3/4 | 黃鈺（合作金庫）       |
| 3/4 | 王柏崴（土銀北市大）   |
| 5/8 | 蘇偉誠（合庫臺體大）   |
| 5/8 | 丁彥宸（土銀臺灣大學） |
| 5/8 | 蔡承翰（合庫臺體大）   |
| 5/8 | 呂家弘（亞柏太報）     |

會內賽

### 女子單打
種子選手
| 1   | 許玟琪（中租陽明交大） |
| 2   | 黃宥薰（亞柏海鴻高大） |
| 3/4 | 邱品蒨（台電國體大）   |
| 3/4 | 彭雨薇（合作金庫）     |
| 5/8 | 董秋彤（台電屏科大）   |
| 5/8 | 洪毅婷（合庫屏科大）   |
| 5/8 | 王珮伃（合庫北市大）   |
| 5/8 | 黃瀞平（中租北商大）   |

會內賽

### 男子雙打
種子選手
| 1   | 林煜傑／陳子睿（土銀北市大）             |
| 2   | 楊明哲／李長龍（合作金庫／合庫臺體大）   |
| 3/4 | 吳軒毅／江建葦（中租北市大）             |
| 3/4 | 林廷禹／黃琮譯（土銀國體大／土銀北市大） |

會內賽

### 女子雙打
種子選手
| 1   | 陳妍妃／孫亮晴（亞柏雄中）                 |
| 2   | 洪妡恩／李芷蓁（土銀北市大／土地銀行）     |
| 3/4 | 蔡渃琳／王眱禎（土銀北市大／土銀臺灣大學） |

會內賽

### 混合雙打
種子選手
| 1   | 鄭凱文／劉巧芸（合庫北市大／合作金庫）   |
| 2   | 吳冠勳／李佳馨（中租北市大）             |
| 3/4 | 何志偉／陳妍妃（亞柏海鴻高大／亞柏雄中） |

會內賽